# Penaeoidea
- Commons
- Wikispecies

Penaeoidea Rafinesque, 1815 é uma superfamília de camarões dendrobranquiatos, cujas principais características são possuir os três primeiros pares de pereópodes quelados, com forma e tamanhos similares e a pleura do somito abdominal sobreposta ao seguinte, porém não ao anterior. Além disso, possuem órgãos copulatórios relativamente grandes: o petasma, localizado no primeiro par de pleópodes no macho, e o télico, localizado ventralmente entre o quarto e quinto par de pereópodes na fêmea.
Todos os membros desta superfamília são marinhos, ainda que alguns jovens da família Penaeidae possam viver em águas menos salgadas, como por exemplo águas salobras. A grande maioria das espécies é colhida em profundidades menores que 70 metros. Alguns autores sugerem que a abundância de camarões penaeóides está fortemente relacionada com a textura e a composição orgânica do substrato. Há indícios de que o hábito desses animais é noturno e que eles são carnívoros, podendo se alimentar de pequenos bivalves ou poliquetas, dependendo da espécie estudada.
As espécies remanescentes hoje em dia, isto é, das famílias Aristeidae, Benthesicymidae, Penaeidae, Sicyoniidae e Solenoceridae, são geralmente coletadas na região ocidental do Oceano Atlântico e na região oriental do Oceano Pacífico. O grupo de maior importância econômica é a família Penaeidae, utilizados para pesca e aquacultura.

## Anatomia

### Anatomia geral de um camarão dendrobranquiato
Para uma identificação geral dos Dendrobranchiata, primeiramente, estes possuem o corpo dividido em duas regiões: o cefalotórax (fusão dos segmentos cefálicos e torácicos) e o abdome (região ou cavidade do corpo que contém as vísceras, com exceção do coração e das brânquias).
A cabeça, localizada no cefalotórax, apresenta um par de antenas e um par de antênulas, ambas com função sensorial. Ainda possuem um par de mandíbulas para trituração do alimento e dois pares de maxilas para manipulação da comida, há também presença de cerdas gustativas. Ademais, no tórax possuem três pares de maxilípedes com função raptorial e cinco pares de pereópodes, que são apêndices que correspondem às "patas". Pertencentes ao Filo Arthropoda, os camarões possuem metameria (divisão do corpo em segmentos) que também podem ser denominados somitos.
Nos cinco primeiros somitos abdominais há presença de apêndices chamados de pléopodes, possuindo como função o auxilio na natação do animal. Seguindo para o sexto somito, os apêndices são modificados em um par de urópodes, que conjuntamente com o sétimo somito, modificado em um télson terminal, constituem o leque caudal. Este leque caudal possui como função a fuga do animal em condições de perigo, no qual o batimento desta estrutura permite uma movimentação do corpo para trás.

### Anatomia geral de um camarão penaeóide
Os camarões da superfamília Penaeoidea caracterizam-se por possuírem os três primeiros pares de pereópodes quelados e com formas e tamanhos similares. Além disso, a pleura (porção lateral do tórax nos artrópodes) do segundo somito abdominal é sobreposta ao terceiro somito abdominal, mas não ao primeiro.
Os machos possuem um aparelho copulatório denominado petasma, que é localizado no primeiro somito abdominal, já as fêmeas possuem como aparelho copulatório o télico, que é situado ventralmente na base entre o quarto e o quinto par de pereópodes.
O télico pode ser uma estrutura fechada, na qual a massa espermática é colocada internamente nas placas do télico, ou aberta, na qual a massa espermática fica exposta na região do télico. Apesar da diferença na fecundação, todas as fêmeas liberam os ovos diretamente na água.

## Filogenia
A filogenia das famílias de Penaeoidea ainda são incertas para a ciência, já que diversos estudos se contradizem sobre as relações de cada um dos grupos. A partir de estudos moleculares, há fortes indícios de que as famílias Aristeidae, Benthesicymidae e Solenoceridae sejam válidas e pertencentes a um mesmo clado, no qual Aristeidae é grupo irmão de Benthesicymidae e Solenoceridae é grupo irmão do clado formado por eles. Já no caso das famílias Penaeidae e Sicyoniidae, há indícios de que Sicyoniidae seja monofilético, mas há estudos que a colocam dentro de Penaeidae, dessa forma tornando-a um grupo parafilético. Há também evidências de que Penaeidae seja polifilético, com parte de seus membros sendo mais aparentados do clado que inclui Aristeidae, Benthesicymidae e Solenoceridae, enquanto que a outra parte forma um clado separado, mas ainda assim parafilético, já que ainda possui a família Sicyoniidae dentro dele. Dessa maneira, alguns estudos propõem uma revisão das famílias, com propostas de novas famílias e modificações nas famílias já existentes. Com base nisso, um cladograma simplificado, incluindo apenas as famílias aceitas (até o presente momento), é fornecido.
|  | Sicyoniidae |
|  |             |
|  | Penaeidae   |
|  |             |

|  | Solenoceridae                                                  |
|  |                                                                |
|  | \| \| Benthesicymidae \| \| \| \| \| \| Aristeidae \| \| \| \| |
|  |                                                                |
|  | Benthesicymidae                                                |
|  |                                                                |
|  | Aristeidae                                                     |
|  |                                                                |

|  | Benthesicymidae |
|  |                 |
|  | Aristeidae      |
|  |                 |

|  | Solenoceridae                                                  |
|  |                                                                |
|  | \| \| Benthesicymidae \| \| \| \| \| \| Aristeidae \| \| \| \| |
|  |                                                                |
|  | Benthesicymidae                                                |
|  |                                                                |
|  | Aristeidae                                                     |
|  |                                                                |

|  | Benthesicymidae |
|  |                 |
|  | Aristeidae      |
|  |                 |

|  | Sicyoniidae |
|  |             |
|  | Penaeidae   |
|  |             |

|  | Solenoceridae                                                  |
|  |                                                                |
|  | \| \| Benthesicymidae \| \| \| \| \| \| Aristeidae \| \| \| \| |
|  |                                                                |
|  | Benthesicymidae                                                |
|  |                                                                |
|  | Aristeidae                                                     |
|  |                                                                |

|  | Benthesicymidae |
|  |                 |
|  | Aristeidae      |
|  |                 |

|  | Solenoceridae                                                  |
|  |                                                                |
|  | \| \| Benthesicymidae \| \| \| \| \| \| Aristeidae \| \| \| \| |
|  |                                                                |
|  | Benthesicymidae                                                |
|  |                                                                |
|  | Aristeidae                                                     |
|  |                                                                |

|  | Benthesicymidae |
|  |                 |
|  | Aristeidae      |
|  |                 |

## Importância econômica
Camarão é o termo que é utilizado popularmente e economicamente para se descrever as cerca de 3.047 espécies conhecidas pertencentes de 4 grandes grupos, Stenopodidea (com cerca de 60 espécies), Sergestoidea (com cerca de 94 espécies), Penaeoidea (com cerca de 376 espécies) e Caridea (com cerca de 2.517 espécies). Apesar de possuir a maior quantidade de espécies, Caridea não apresenta tanta importância econômica, pois seus membros são, geralmente, de pequeno tamanho. Na realidade, o grupo de camarões de maior importância é Penaeoidea, por possuir espécies com indivíduos que chegam a tamanhos relativamente grandes, como o Camarão-tigre-gigante (Penaeus monodon) que atinge tamanhos de cerca de 33 cm de comprimento, o que lhes garante grande valor no comércio de frutos do mar.
Dentre as 5 famílias viventes de Penaeoidea, a família Penaeidae é a mais importante economicamente, já que as espécies dessa família geralmente apresentam indivíduos de tamanhos que vão de moderado à grande, como por exemplo o Camarão-tigre-gigante, o Camarão-rosa, ou o Camarão-lixo, além de estarem presentes em grandes quantidades em regiões de águas rasas, facilitando, dessa maneira, sua pesca. Além da pesca, as espécies da família Penaeidae também são extensivamente cultivadas por meio de aquacultura em diversos países.
No caso das outras 4 famílias, Aristeidae e Solenoceridae também apresentam espécies de grandes tamanhos, mas, em geral, as espécies destas famílias são habitantes de águas profundas, o que dificulta sua captura e criação, portanto são pouco exploradas economicamente. Apesar disso, membros destas famílias são eventualmente capturados em armadilhas de pescadores de águas profundas e, por possuírem tamanhos relevantes, são comercializados. Isso indica que há grande potencial de crescimento na exploração comercial das espécies das famílias Aristeidae e Solenoceridae a partir do desenvolvimento do setor de pesca em águas profundas.
Por fim, a família Sicyoniidae não apresenta exploração relevante e não apresenta nenhum potencial comercial, já que as espécies desta família possuem, em geral, membros muito pequenos, o que diminui seu valor econômico, e com baixa abundância, o que diminui muito suas chances de captura, enquanto que a família Benthesicymidae não apresenta registros de comercialização, portanto, infere-se que também não seja de grande interesse econômico.

## Fósseis

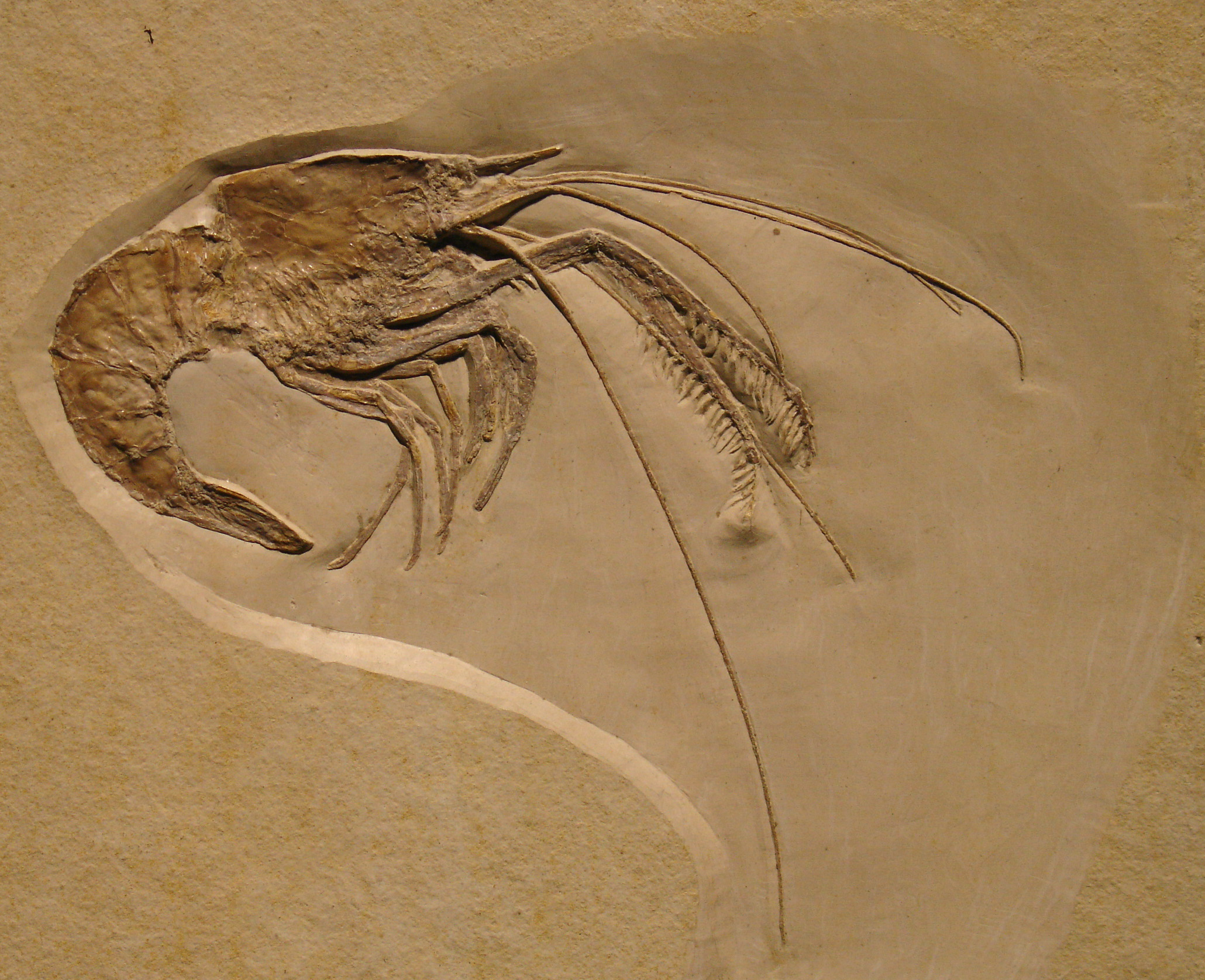
Aeger elegans (Aegeridae)

Além das 4 famílias aceitas ainda viventes hoje em dia, ou seja, Aristeidae, Benthesicymidae, Penaeidae, Sicyoniidae e Solenoceridae, Penaeoidea possui ainda 96 espécies, organizadas em 3 famílias, no caso Aciculopodidae, Aegeridae e Carpopenaeidae, que são conhecidas apenas a partir do registro fóssil.
A família Aegeridae possui 2 gêneros, sendo eles Aeger e Acanthochirana, com registros que datam do Cretáceo, mais especificamente, do Albiano, 113-100.5 milhões de anos atrás, (no Cretáceo Inferior) ao Cenomaniano, 100.5-93.9 milhões de anos atrás, (no Cretáceo Superior).
A família Carpopenaeidae possui apenas 1 gênero, sendo ele Carpopenaeus, com registros que datam do Jurássico Superior, 163.5-145 milhões de anos atrás, até o Cretáceo.
A família Aciculopodidae possui apenas 1 gênero com apenas 1 espécie, sendo ela Aciculopoda mapesi. Apesar disso, é uma família de relevância para a ciência, já que é o fóssil de camarão mais antigo já registrado, datando do Devoniano, 419.2–358.9 milhões de anos atrás, sendo apenas o segundo Decapode descoberto que data deste período e apenas o terceiro de toda a era Paleozoica. Além disso, seu fóssil se encontrava em ótimo estado de preservação, podendo ser identificado até mesmo tecidos moles, como músculos, que dificilmente são fossilizados.

## Reprodução
Na superfamília Penaeoidea, a temperatura é um importante fator regulador do período de reprodução, sendo que estes costumam se reproduzir em meses com temperaturas mais altas e nas regiões mais superficiais do mar (onde há maiores temperaturas). Isto deve-se, provavelmente, ao desenvolvimento do ovário da fêmea. Além disso, a maioria dos penaeóides possuem dimorfismo sexual.
O aparelho reprodutor dos camarões penaeóides é muito complexo. O aparelho masculino consiste em duas estruturas, sendo elas o petasma, que é a junção de dois endopódios modificados do primeiro par de pleópodes, e o apêndice masculino, localizado no segundo par de pleópodes. O aparelho feminino consiste do télico e/ou receptáculos seminais, localizados no esternito torácico. A reprodução dos indivíduos desta superfamília se dá por meio de espermatóforos.
Existem, basicamente, dois tipos de espermatóforos em Penaeoidea, podendo ser com estruturas externas complexas, com várias asas, flanges, placas ou materiais adesivos, ou simples massas espermatofóricas, este último encontrado somente na família Sicyoniidae. O esperma é encapsulado por diversas substâncias no ducto deferente, enquanto que as partes externas (quando presentes) são secretadas inteiramente no ducto ejaculatório.
Em Penaeoidea, há dois mecanismos de reprodução, podendo ser a partir da deposição do espermatóforo em um receptáculo seminal ou externamente ao corpo da fêmea. Para fêmeas cuja deposição do espermatóforo é externa ao seu corpo, diz-se que seu télico é aberto, com especializações para se prender o espermatóforo, característica encontrada nas famílias Aristeidae, Solenoceridae, e Benthesicymidae. Já no caso de fêmeas cuja deposição do espermatóforo se dá por meio de um receptáculo seminal (estrutura para armazenamento), diz-se que seu télico é fechado.
A cópula dos camarões penaeóides é caracterizada pelo contato ventral entre macho e fêmea, sendo que o macho fica abaixo da fêmea. Porém, diferentemente de caranguejos e siris, este contato não se dá diametralmente, isto é, cefalotórax com cefalotórax e abdômen com abdômen. O macho copula com seu corpo virado obliquamente ao da fêmea (podendo haver um ângulo de até 90 graus), sendo que o macho só pode transferir um espermatóforo de cada vez, isto é, quando se projeta para fora do lado direito da fêmea, apenas o receptáculo seminal direito é fecundado. Logo, é necessária pelo menos uma copulação de cada lado para que se insemine ambos os receptáculos.
Sabendo-se que a cópula não é feita diametralmente, o petasma, órgão copulador masculino, não é utilizado para inserir o espermatóforo na fêmea. Ainda há dúvidas quanto à função exata do petasma, porém são aceitas as hipóteses de que ele seja usado para conectar e ajustar a posição da genitália feminina com a masculina temporariamente. 

## Características gerais das famílias

### Família Aristeidae
A família Aristeidae é composta por 10 gêneros e 28 espécies, são camarões marinhos habitantes de águas profundas. Alimentam-se de outros crustáceos, que vivem em cardumes e nadam livremente na coluna d'água, peixes e moluscos. Além disso, possuem boa capacidade de natação já que seus exosqueletos são pouco calcificados, além de apresentarem longos pleópodes, utilizados na natação.
Possuem alto valor comercial na indústria da pesca na costa brasileira, na qual três espécies se destacam, sendo elas Aristaeomorpha foliacea (Camarão moruno), Aristaeopsis edwardsiana (Camarão carabineiro) e Aristeus antillensis (Camarão alistado). Todos os três possuem ampla distribuição geográfica, sendo A. foliacea encontrado no Oceano Índico, mais especificamente na costa leste da África do Sul, Moçambique, Madagáscar, Ilhas Maldivas, Sri Lanka e Indonésia, no Oceano Pacífico, mais especificamente nas Filipinas, Taiwan, Japão , Austrália, Nova Caledônia e Nova Zelândia, e no Oceano Atlântico, no qual ocorre da Baía da Biscaia até o Saara Ocidental, Açores, Madeira, Canárias, Mar Mediterrâneo, Massachusetts à Flórida, Golfo do México, Mar do Caribe até Venezuela e, no Brasil, da Bahia ao Rio Grande do Sul.
A. edwardsiana ocorre no Oceano Índico, mais especificamente em Madagascar, Mar Arábico, Baía de Bengala, Mar de Andamão e Indonésia, no Oceano Pacífico, está presente no Japão, Mar da China Meridional, Austrália e Ilhas Wallis e Futuna, por fim, no Oceano Atlântico, ocorre em Açores, Madeira, Canárias, Portugal, Marrocos, Saara Ocidental até a África do Sul, Golfo do México, Mar do Caribe até a Guiana Francesa, Bermudas e Brasil, no Pará, no Amapá e da Bahia até Santa Catarina.
Por fim, A. antillensis tem a distribuição restrita ao Oceano Atlântico ocidental, estendendo-se de Delaware até a Flórida, Golfo do México, Mar do Caribe até a Guiana Francesa e Brasil, no Amapá, no Maranhão, na Bahia e em Espírito Santo.

### Família Penaeidae
Incluídos na família Penaeidae, há a presença de mais de duas centenas de espécies que possuem alto valor comercial na indústria da pesca. Algumas destas espécies estão exemplificadas abaixo:
-Artemesia longinaris, popularmente conhecida como Camarão-barba-ruça, Ferrinho (sudeste/sul) ou Camarão-serrinha (litoral norte de São Paulo);
-Farfantepenaeus brasiliensis, popularmente conhecida como Camarão-rosa ou Camarão-rosa-pintado;
-Farfantepenaeus paulensis, popularmente conhecida como Camarão-rosa ou Camarão-de-pata-azul;
-Farfantepenaeus notialis, popularmente conhecida como Camarão-rosa-do-norte;
-Farfantepenaeus subtilis, popularmente conhecida como Camarão-rosa-do-norte;
-Litopenaeus schmitti, popularmente conhecida como Camarão-branco, Camarão-verdadeiro ou Camarão-legítimo;
-Rimapenaeus constrictus, popularmente conhecida como Camarão-ferrinho ou Camarão-branquinho;
-Rimapenaeus similis, popularmente conhecida como Camarão-branquinho;
- Xiphopenaeus kroyeri, popularmente como Camarão-de-sete-barbas, Camarão-espigão, Chifrudo, Piticaia, Espigão, Tanha ou Vermelho.
Estas espécies estão presentes em quase todos os oceanos do mundo, sendo os F. brasiliensis, F. paulensis, F. subtilis e L. schmitti com ocorrência em estuários e baías costeiras na fase juvenil e na fase adulta ocorrem em plataformas continentais. Já X. kroyeri, R. constrictus, R. similis e A. longinaris realizam seu ciclo de vida completo em áreas costeiras ou migram para o mar aberto durante a desova.

### Família Sicyoniidae
Os camarões da família Sicyoniidae tem como características demarcantes um rostro curto, carapaça com espinhos na margem dorsal, ausência de endopoditos do 3° ao 5° pleópode, ausência de exopodito nos pereópodes e no 2° e 3° maxilípede, télson com par de espinhos e, nas fêmeas, télico fechado. No Brasil não possuem tanto valor comercial já que possuem um tamanho pequeno e um exosqueleto rígido.
Com exceção de Sicyonia laevigata, que ocorre também no Pacífico, todas outras espécies desta família ocorrem apenas no Atlântico Ocidental. Algumas das espécies encontradas no Brasil são Sicyonia dorsalis, que se distribui do Cabo Hatteras, Carolina do Norte (USA) até o Brasil (do Amapá até Santa Catarina), incluindo o Caribe, a espécie  Sicyonia typica se distribui dos Estados Unidos (Carolina do Norte) até o Brasil (do Amapá até o Rio Grande do Sul), já Sicyonia laevigata ocorre nos Estados Unidos (Beaufort eCarolina do Norte) até o Brasil (do Amapá até o Rio Grande do Sul) e no Pacífico Oriental do México (Mazatlán) ao Panamá (Golfo do Panamá), e Sicyonia parri ocorre dos Estados Unidos (Carolina do Norte) até o Brasil (do Maranhão até São Paulo).

### Família Solenoceridae
A família Solenoceridae é composta por 9 gêneros e 86 espécies. Há registro de apenas três espécies desta família em águas brasileiras, uma delas sendo Pleoticus muelleri, conhecida como Camarão-santana ou Camarão-vermelho. Endêmica do Atlântico Sudoeste, é uma espécie bentônica que possui todo o seu ciclo de vida em ambiente marinho, com ocorrência em sedimentos finos, lamosos ou arenosos, sendo abundantes em fundos com alta porcentagem de silte e argila.